# ペガサス (水上機母艦)
|          |                                                 |
| 艦歴     |                                                 |
| 発注     |                                                 |
| 起工     | 1914年                                          |
| 進水     | 1917年6月9日                                    |
| 就役     | 1917年8月28日                                   |
| 退役     |                                                 |
| その後   | 1931年8月22日にスクラップとして売却             |
| 除籍     |                                                 |
| 性能諸元 |                                                 |
| 排水量   | 2,540トン                                       |
| 全長     | 332 ft (101 m) overall                          |
| 全幅     | 43 ft (13 m)                                    |
| 吃水     | 15 ft (4.6 m)                                   |
| 機関     | カーチス式ギアード・タービン、2軸推進、9,500shp |
| 最大速   | 21ノット                                        |
| 乗員     | 280名                                           |
| 兵装     | 3インチ砲2門 12ポンド砲対空砲2門                |
| 搭載機   | 9機                                             |

ペガサス (HMS Pegasus) は、イギリス海軍の水上機母艦。

## 設計
「ペガサス」は通常の航空機および水上機を搭載し、通常機は艦の前方に、水上機は後方に格納した。飛行甲板は前方に位置した。「ペガサス」はその経歴において様々な機種を運用し、その中にはビアードモア W.B.III（1917年）、フェアリー カンパニア、ソッピース キャメル（1918年）、フェアリー III（1919年）、ショート 184などが含まれた。

## 艦歴
元はクライドバンクのジョン・ブラウン・アンド・カンパニーでグレート・イースタン・レールウェイ社の郵便船「ストックホルム (SS Stockholm)」として完成、運用されていたが、1917年2月27日に海軍に購入され改修を受け、1917年8月28日に就役、軍務に就いた。
就役後「ペガサス」はグランド・フリートに加わる。1919年にイギリスがロシア内戦に介入し、「ペガサス」はアルハンゲリスクを拠点として支援活動に従事した。1920年3月に地中海へ移動、その後1923年まで活動する。1923年に前方の飛行甲板が取り外され航空機母艦へ転換、9機の水上機を運ぶことができるようになった。1925年に予備役となるが、1929年に航空機輸送艦として再就役する。「ペガサス」は1931年8月22日にスクラップとして売却された。